# Hoya alagensis
Hoya alagensis är en oleanderväxtart som beskrevs av D. Kloppenburg. Hoya alagensis ingår i släktet Hoya och familjen oleanderväxter. Inga underarter finns listade i Catalogue of Life.